# Alphamyces
Alphamyces är ett släkte av svampar. Alphamyces ingår i familjen Aquamycetaceae, ordningen Rhizophydiales, klassen Chytridiomycetes, divisionen pisksvampar och riket svampar.
| Alphamyces | \| \| Alphamyces chaetiferum \| \| \| \| |
|            | \| \| Alphamyces chaetiferum \| \| \| \| |
|            | Aquamyces                                |
|            |                                          |
|            | Alphamyces chaetiferum                   |
|            |                                          |

|  | Alphamyces chaetiferum |
|  |                        |